# 1995 en Colombie-Britannique
Chronologie de la Colombie-Britannique
- 1991
- 1992
- 1993
- 1994
- 1995
- 1996
- 1997
- 1998
- 1999

Cette page concerne des événements qui se sont produits durant l'année 1995 dans la province canadienne de Colombie-Britannique.

## Politique
- Premier ministre : Michael Harcourt
- Chef de l'Opposition : Gordon Campbell du Parti libéral de la Colombie-Britannique
- Lieutenant-gouverneur : David Lam puis Garde Gardom
- Législature :

## Événements
- Création du Conseil scolaire francophone de la Colombie-Britannique.

## Naissances
- 13 août à Victoria : Jay Lamoureux, coureur cycliste canadien. Il participe à des compétitions sur route et sur piste.

## Décès
- 21 novembre : Bruno Gerussi, acteur et réalisateur canadien né le 7 mai 1928 à Medicine Hat (Canada), décédé à Vancouver.